# Comtés de l'État du Montana
L'État du Montana est divisé en 56 comtés.
| Comté          | Date de création | Étymologie | Siège du comté        | Population (2013) | Superficie totale (km²) | Superficie terrestre (km²) | Superficie des eaux (km²) | Densité (hab./km²) | Variation (2010-2013) | Localisation |
| -------------- | ---------------- | --- | --------------------- | ----------------- | ----------------------- | -------------------------- | ------------------------- | ------------------ | --------------------- | ------------ |
| Beaverhead     | 1864             | | Dillon                | 9 341             | 14 431                  | 14 353                     | 78                        | 0,7                | 1,0 %                 |              |
| Big Horn       | 1913             | | Hardin                | 13 042            | 12 988                  | 12 938                     | 50                        | 1,0                | 1,4 %                 |              |
| Blaine         | 1895             | | Chinook               | 6 604             | 10 978                  | 10 949                     | 29                        | 0,6                | 1,7 %                 |              |
| Broadwater     | 1897             | | Townsend              | 5 692             | 3 208                   | 3 089                      | 120                       | 1,8                | 1,4 %                 |              |
| Carbon         | 1895             | | Red Lodge             | 10 340            | 5 341                   | 5 306                      | 35                        | 1,9                | 2,6 %                 |              |
| Carter         | 1917             | | Ekalaka               | 1 174             | 8 672                   | 8 653                      | 20                        | 0,1                | 1,2 %                 |              |
| Cascade        | 1887             | Les Grandes Chutes de la rivière Missouri | Great Falls           | 82 384            | 7 023                   | 6 988                      | 34                        | 11,8               | 1,3 %                 |              |
| Chouteau       | 1865             | | Fort Benton           | 5 849             | 10 352                  | 10 289                     | 63                        | 0,6                | 0,6 %                 |              |
| Custer         | 1865             | | Miles City            | 11 951            | 9 824                   | 9 799                      | 26                        | 1,2                | 2,2 %                 |              |
| Daniels        | 1920             | | Scobey                | 1 791             | 3 695                   | 3 694                      | 1                         | 0,5                | 2,3 %                 |              |
| Dawson         | 1865             | | Glendive              | 9 445             | 6 172                   | 6 143                      | 29                        | 1,5                | 5,3 %                 |              |
| Deer Lodge     | 1864             | | Anaconda              | 9 329             | 1 920                   | 1 908                      | 12                        | 4,9                | 0,3 %                 |              |
| Fallon         | 1913             | | Baker                 | 3 079             | 4 204                   | 4 198                      | 6                         | 0,7                | 6,5 %                 |              |
| Fergus         | 1885             | | Lewistown             | 11 501            | 11 268                  | 11 240                     | 27                        | 1,0                | -0,7 %                |              |
| Flathead       | 1893             | | Kalispell             | 93 068            | 13 614                  | 13 177                     | 437                       | 7,1                | 2,4 %                 |              |
| Gallatin       | 1864             | | Bozeman               | 94 720            | 6 817                   | 6 741                      | 76                        | 14,1               | 5,8 %                 |              |
| Garfield       | 1919             | | Jordan                | 1 290             | 12 555                  | 12 109                     | 446                       | 0,1                | 7,0 %                 |              |
| Glacier        | 1919             | Le parc national de Glacier qui inclut la partie occidentale du comté | Cut Bank              | 13 739            | 7 866                   | 7 759                      | 106                       | 1,8                | 2,5 %                 |              |
| Golden Valley  | 1920             | | Ryegate               | 859               | 3 047                   | 3 044                      | 3                         | 0,3                | -2,8 %                |              |
| Granite        | 1893             | | Philipsburg           | 3 138             | 4 489                   | 4 474                      | 15                        | 0,7                | 1,9 %                 |              |
| Hill           | 1912             | | Havre                 | 16 568            | 7 552                   | 7 508                      | 44                        | 2,2                | 2,9 %                 |              |
| Jefferson      | 1864             | Thomas Jefferson (1743-1826), 2e Gouverneur de l'État de Virginie (1779-1781), Ambassadeur des États-Unis en France (1785-1789), 1er Secrétaire d'État (1790-1793), 2e Vice-président des États-Unis (1797-1801) et 3e Président des États-Unis (1801-1809) | Boulder               | 11 512            | 4 297                   | 4 290                      | 6                         | 2,7                | 0,9 %                 |              |
| Judith Basin   | 1920             | | Stanford              | 2 016             | 4 845                   | 4 843                      | 2                         | 0,4                | -2,7 %                |              |
| Lake           | 1923             | Le lac Flathead dont la partie sud se trouve au Nord du comté | Polson                | 29 017            | 4 283                   | 3 860                      | 424                       | 7,5                | 0,9 %                 |              |
| Lewis et Clark | 1864             | | Helena                | 65 338            | 9 059                   | 8 958                      | 101                       | 7,3                | 3,1 %                 |              |
| Liberty        | 1920             | | Chester               | 2 369             | 3 748                   | 3 704                      | 44                        | 0,6                | 1,3 %                 |              |
| Lincoln        | 1909             | | Libby                 | 19 460            | 9 518                   | 9 357                      | 161                       | 2,1                | -1,2 %                |              |
| Madison        | 1864             | James Madison (1751-1836), Secrétaire d'État (1801-1809) à l'époque de l'Expédition Lewis et Clark (1804-1806) et 4e Président des États-Unis (1809-1817)                                                                                                   | Virginia City         | 7 712             | 9 331                   | 9 291                      | 40                        | 0,8                | 0,3 %                 |              |
| McCone         | 1919             | | Circle                | 1 709             | 6 948                   | 6 846                      | 103                       | 0,2                | -1,4 %                |              |
| Meagher        | 1867             | | White Sulphur Springs | 1 937             | 6 202                   | 6 195                      | 7                         | 0,3                | 2,4 %                 |              |
| Mineral        | 1914             | | Superior              | 4 275             | 3 168                   | 3 158                      | 10                        | 1,4                | 1,2 %                 |              |
| Missoula       | 1864             | | Missoula              | 111 807           | 6 781                   | 6 717                      | 64                        | 16,6               | 2,3 %                 |              |
| Musselshell    | 1911             | | Roundup               | 4 629             | 4 846                   | 4 839                      | 7                         | 1,0                | 2,0 %                 |              |
| Park           | 1887             | | Livingston            | 15 682            | 7 287                   | 7 260                      | 27                        | 2,2                | 0,3 %                 |              |
| Petroleum      | 1926             | | Winnett               | 506               | 4 335                   | 4 286                      | 49                        | 0,1                | 2,4 %                 |              |
| Phillips       | 1915             | | Malta                 | 4 179             | 13 499                  | 13 313                     | 186                       | 0,3                | -1,7 %                |              |
| Pondera        | 1919             | | Conrad                | 6 211             | 4 247                   | 4 203                      | 44                        | 1,5                | 0,9 %                 |              |
| Powder River   | 1919             | | Broadus               | 1 748             | 8 542                   | 8 540                      | 2                         | 0,2                | 0,3 %                 |              |
| Powell         | 1901             | | Deer Lodge            | 6 993             | 6 042                   | 6 026                      | 16                        | 1,2                | -0,5 %                |              |
| Prairie        | 1915             | | Terry                 | 1 179             | 4 513                   | 4 498                      | 15                        | 0,3                | 0,0 %                 |              |
| Ravalli        | 1893             | | Hamilton              | 40 823            | 6 216                   | 6 192                      | 24                        | 6,6                | 1,5 %                 |              |
| Richland       | 1914             | | Sidney                | 11 214            | 5 448                   | 5 398                      | 49                        | 2,1                | 15,1 %                |              |
| Roosevelt      | 1919             | | Wolf Point            | 11 125            | 6 137                   | 6 099                      | 38                        | 1,8                | 6,7 %                 |              |
| Rosebud        | 1901             | | Forsyth               | 9 329             | 13 020                  | 12 977                     | 43                        | 0,7                | 1,0 %                 |              |
| Sanders        | 1906             | | Thompson Falls        | 11 363            | 7 226                   | 7 150                      | 76                        | 1,6                | -0,4 %                |              |
| Sheridan       | 1913             | Philip Sheridan (1831-1888), officier de carrière de l'armée américaine qui servit comme général dans l'Armée de l'Union pendant la guerre de Sécession et pendant les guerres indiennes                                                                    | Plentywood            | 3 668             | 4 419                   | 4 344                      | 75                        | 0,8                | 8,4 %                 |              |
| Silver Bow     | 1881             | | Butte                 | 34 523            | 1 862                   | 1 861                      | 1                         | 18,6               | 0,9 %                 |              |
| Stillwater     | 1913             | | Columbus              | 9 318             | 4 674                   | 4 650                      | 24                        | 2,0                | 2,2 %                 |              |
| Sweet Grass    | 1895             | | Big Timber            | 3 669             | 4 823                   | 4 805                      | 18                        | 0,8                | 0,5 %                 |              |
| Teton          | 1893             | La chaîne Teton, une chaîne de montagne des montagnes Rocheuses orientée Nord-Sud, qui s'étend essentiellement dans l'Ouest du Wyoming | Choteau               | 6 065             | 5 938                   | 5 885                      | 52                        | 1,0                | -0,1 %                |              |
| Toole          | 1914             | | Shelby                | 5 138             | 5 040                   | 4 962                      | 78                        | 1,0                | -3,5 %                |              |
| Treasure       | 1919             | | Hysham                | 700               | 2 549                   | 2 531                      | 17                        | 0,3                | -2,5 %                |              |
| Valley         | 1893             | | Glasgow               | 7 630             | 13 110                  | 12 758                     | 352                       | 0,6                | 3,5 %                 |              |
| Wheatland      | 1917             | | Harlowton             | 2 134             | 3 699                   | 3 686                      | 13                        | 0,6                | -1,6 %                |              |
| Wibaux         | 1914             | | Wibaux                | 1 121             | 2 305                   | 2 303                      | 2                         | 0,5                | 10,2 %                |              |
| Yellowstone    | 1893             | La rivière Yellowstone, un tributaire principal de la Missouri River, qui traverse le comté | Billings              | 154 162           | 6 861                   | 6 820                      | 41                        | 22,6               | 4,2 %                 |              |